# 국제시장 (영화)
《국제시장》은 2014년 12월에 개봉한 대한민국의 영화이자 천만 관객 돌파 영화이다. 윤제균 감독의 작품이며, 황정민, 김윤진, 오달수, 정진영, 장영남, 라미란, 김슬기가 출연한다. 한국전쟁 세대의 삶을 다뤘다.
개봉 12일째 400만을 돌파하고, 개봉 17일 만에 600만을 돌파 하더니만, 개봉 25일 만에 900만 명을 넘겼으며, 2015년 1월 13일에 천만을 돌파해 《해운대》에 이어 윤제균 감독이 제작한 두 번째 천만영화가 되었다. 이어 2015년 2월 7일에 국제시장은 1,300만을 돌파해 2013년 때 역대 한국영화 흥행 1위였던 "도둑들"의 기록을 넘겼다.

## 줄거리
엄마, 아빠와 동생과 함경남도 흥남에서 행복하게 살던 덕수, 하지만 행복함은 1950년 한반도가 남북으로 갈라져 전쟁을 벌이게 되면서 끝나버린다. 하루아침에 피난민이 된 덕수네 가족들, 모든 도주로는 전쟁통으로 막혀버렸고 미군들이 철수시키는 화물선 한 척만이 유일한 탈출구였다. 배에 타고있던 한국인 현봉학은 난민들을 태워달라고 애원했고 그들을 눈으로 보고있던 선장 에드워드 장군은 무기를 모두 버리고 난민들을 태우는 과감한 결단을 내린다.
그러나 배는 한대뿐이었고 난민들의 숫자는 어림잡아 10만 명 정도. 제때 배에 오르지 못한 사람들은 밧줄에 매달려서 배에 타야했다. 덕수 역시 여동생 막순을 등에 업은채 밧줄에 매달려 배 위에 올라오고 있던 그때, 뒤에서 누군가 팔을 뻗어 막순이 어깨를 잡아채 버렸고 덕수만 혼자 배 위로 올라온다. 동생이 없어진걸 알게 된 덕수는 곧바로 밑을 내려다보며 확인했지만 이미 막순의 모습은 흔적도 없이 사라진 상황.
딸아이가 없어졌다는걸 알게 된 덕수의 아버지 진규는 덕수에게 장남답게 가족들 잘 챙기라는 말을 남겼고 만약 흩어지게 되면 부산에 있는 '꽃분이네'라는 가게에서 만나기로 하고 없어진 딸아이를 찾기위해 다시 밑으로 내려갔다. 순간, 멈춰있던 배는 출발해 버렸고 덕수는 아버지와 여동생과 생이별을 하게 된다. 이후 덕수는 남은 가족들을 데리고 아버지가 말한곳으로 향한다. 아버지가 말한 '꽃분이네'는 고모가 하는 잡화점이었고 고모도 주정뱅이 남편과 사는지라 남돌볼 처지가 못됐지만 급작스럽게 굴러온 덕수네를 내쫓기는커녕 네 식구가 더부살이할 방까지 마련해준다. 이후 덕수는 임시천막학교를 다니며 자신을 빨갱이라 놀리는 부산소년 달구와 으르렁대는것도 잠시 곧 죽이 잘 맞는 친구가 된다.
그렇게 청년이 된 덕수는 아버지의 말대로 가족들을 위해 온갖 궃은 일을 마다치 않던 어느날 동생 승규가 서울대에 합격했다는 소식을 듣는다. 하지만 지금 덕수네 형편으로는 학비는커녕 입에 풀칠하기도 힘든 상황. 달구는 이런 친구를 위해 파독 광부직이라는 파격적인 일자리를 소개시켜주었고 학비를 내고도 남아돌만큼의 수입을 얻을 수 있다는 말에 덜컥 시험에 응해 독일로 향하게 된다. 그리고 그곳에서 더없이 매력적인 파독 간호사 영자를 만나 사랑에 빠지는것도 잠시 덕수네 가족에는 여러 가지 위기가 닥치기 시작한다.

## 등장 인물

### 주요 인물
- 황정민 - 윤덕수 역
- 김윤진 - 오영자 역
- 오달수 - 달구 역
- 정진영 - 윤진규 (덕수 부) 역
- 장영남 - 박길례 (덕수 모) 역
- 라미란 - 윤꽃분 (덕수 고모) 역
- 김슬기 - 윤끝순 (막내 동생) 역

### 그 외
- 이현 - 윤승규 (둘째 동생) 역
- 김민재 - 윤도주 역
- 태인호 - 윤기주 역
- 황선화 - 윤선주 역
- 엄지성 - 어린 윤덕수 역
- 장대웅 - 어린 천달구 역
- 신린아 - 어린 윤막순 역
- 이예은 - 윤서연 역
- 최재섭 - 한국인 광부 1 역
- 정영기 - 한국인 광부 2 역
- 유정호 - 한국인 광부 3 역
- 맹세창 - 한국인 광부 4 역
- 홍석연 - 윤덕수 고모부 역
- 최 스텔라 김 - 윤막순 (첫째 동생) 역
- 고윤 - 현봉학 역
- 남진복 - 정주영 역
- 박선웅 - 앙드레 김 역
- 황인준 - 김동건 역
- 엄보용 - 어린 이만기 역

### 특별출연
- 정윤호 - 남진 역
- 박영수 - 청년회 회장 역

### 단역
- 조연호 - 4세 윤승규 역
- 박예은, 신지아 - 2세 윤끝순 역
- 김재현 - 어린 윤승규 역
- 김설 - 어린 윤끝순 역
- 박용제 - 윤도주 처 역
- 박재완 - 윤도주 첫째 아들 역
- 박재우 - 윤도주 둘째 아들 역
- 진선미 - 윤기주 처 역
- 박시아 - 윤기주 첫째 딸 역
- 손미소, 손누리 - 윤기주 둘째 딸 역
- 김재철 - 윤선주 남편 역
- 길호성 - 윤기주 아들 역
- 성낙경 - 윤끝순 신랑 역
- 제임스 니프시 - 에드워드 알몬드 역
- 리차드 리웰린 윌슨 - 레너드 라루 역
- 페트르 흘라비츠카 - 슈나이더 역
- 르스타반 메드비기 - 윤막순의 남편
- 정성호 - 이승만 역 (목소리)
- 매튜 다우마 - 미군1 역
- 전소미 - 윤막순의 첫째 딸 역
- 전에블린 - 윤막순의 둘째 딸 역

## 수상
- 2015년 제10회 맥스무비 최고의 영화상 최고의 여자신인배우상 - 김슬기
- 2015년 제20회 춘사영화상 각본상 - 박수진
- 2015년 제20회 춘사영화상 관객선정 최고영화상
- 2015년 제17회 우디네극동영화제 관객상
- 2015년 제17회 우디네극동영화제 대상
- 2015년 제15회 디렉터스 컷 시상식 올해의 남자연기자상 - 황정민
- 2015년 제35회 황금촬영상 작품상
- 2015년 제35회 황금촬영상 감독상 - 윤제균
- 2015년 제35회 황금촬영상 연기대상 - 황정민
- 2015년 제8회 서울노인영화제 영화 속 최고의 커플 - 황정민, 김윤진
- 2015년 제24회 부일영화상 부일독자심사단상
- 2015년 제35회 한국영화평론가협회상 10대 영화상
- 2015년 제52회 대종상 최우수작품상
- 2015년 제52회 대종상 감독상 - 윤제균
- 2015년 제52회 대종상 남우주연상 - 황정민
- 2015년 제52회 대종상 남우조연상 - 오달수
- 2015년 제52회 대종상 시나리오상 - 박수진
- 2015년 제52회 대종상 기획상 - 윤제균
- 2015년 제52회 대종상 촬영상 - 최영환
- 2015년 제52회 대종상 편집상 - 이진
- 2015년 제52회 대종상 녹음상 - 이승철, 한명환
- 2015년 제52회 대종상 첨단기술특별상 - 한태정, 손승현, 김대준, 김정수, 아키라카이(CG)
- 2015년 제36회 청룡영화상 남우조연상 - 오달수
- 2015년 제36회 청룡영화상 미술상 - 류성희
- 2015년 제36회 청룡영화상 한국영화 최다관객상
- 2015년 제2회 한국영화제작가협회상 남우주연상 - 황정민
- 2015년 제2회 한국영화제작가협회상 남우조연상 - 오달수
- 2015년 제2회 한국영화제작가협회상 음악상 - 이병우

## 갤러리

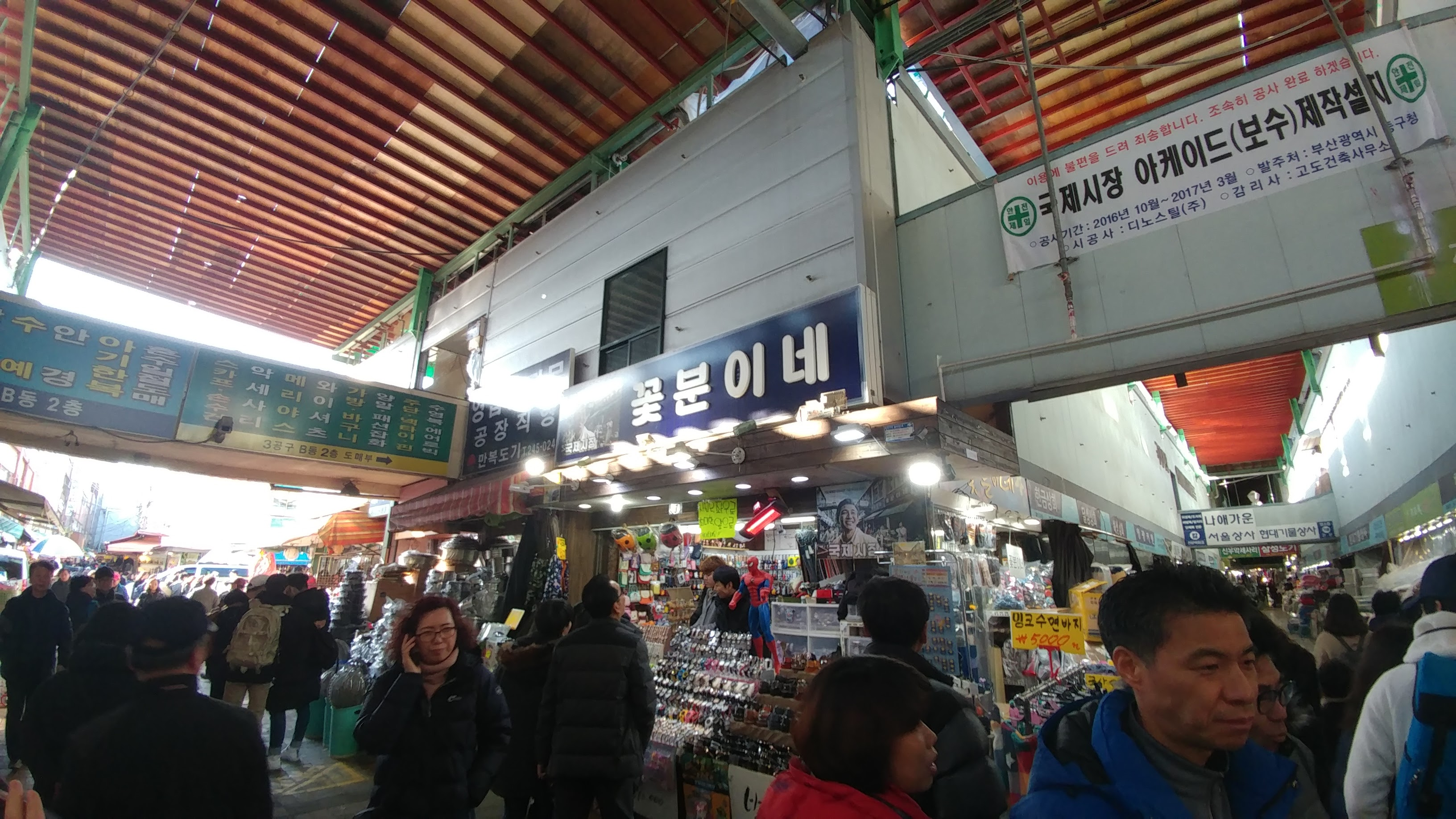
영화 국제시장의 배경이 된 꽃분이네

## 같이 보기
- 국제시장
- 흥남 철수 작전
- 대한민국의 간호사 및 광부 파독
- 베트남 전쟁
- 남북 이산가족 상봉
- 이산가족을 찾습니다
- 대한민국 영화 흥행 기록